# Rozhodčí řízení

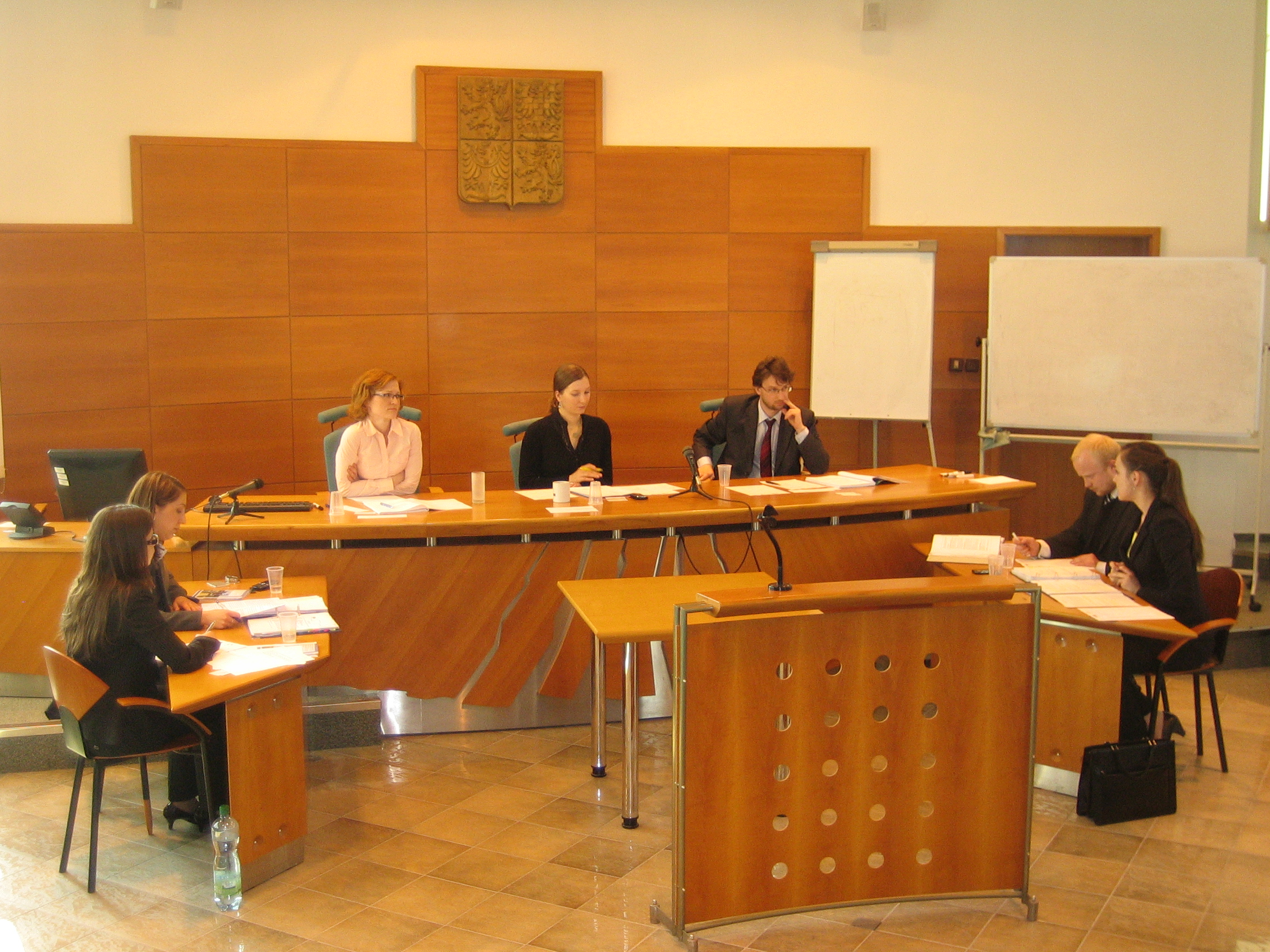
Willem C. Vis pre-moot (simulace mezinárodního rozhodčího řízení ve sporu z koupě zboží) v soudní místnosti Právnické fakulty Univerzity Palackého

Rozhodčí řízení (někdy též arbitráž) je mimosoudní způsob řešení sporů nezávislými a nestrannými rozhodci, který bývá využíván jako náhrada civilního procesu při řešení majetkových sporů. Rozhodčí řízení je neveřejné, což je spolu s jeho rychlostí a často i nižšími náklady ve srovnání s běžným soudním řízením považováno za jeho největší výhody.

## Vnitrostátní arbitráž
V České republice základní pravidla rozhodčího řízení upravuje zákon č. 216/1994 Sb., o rozhodčím řízení a o výkonu rozhodčích nálezů. Kromě řízení, kdy na obou stranách stojí osoby z České republiky, se může v některých případech vztahovat i na řízení s mezinárodním prvkem. V rámci rozhodčího řízení není možné rozhodovat spory veřejných neziskových ústavních zdravotnických zařízení, či spory vzniklé v souvislosti s prováděním insolvence či exekuce anebo spory, u kterých není možné o předmětu sporu podle občanského soudního řádu uzavřít smír.

### Rozhodčí smlouva
Smluvní strany se mohou již při uzavírání smlouvy dohodnout, že případné spory mezi nimi budou vyňaty z pravomoci obecných soudů a budou řešeny buď v rozhodčím řízením u stálého rozhodčího soudu nebo rozhodčím řízením ad hoc. Taková dohoda se nazývá rozhodčí smlouva a pokud je součástí hlavní smlouvy, označuje se jako rozhodčí doložka. Strany mohou také rozhodnutí svěřit spor do rozhodčího řízení učinit až po vzniku sporu a uzavřít samostatnou smlouvu o rozhodci. V obou případech půjde o platnou rozhodčí smlouvu jen tehdy, bude-li uzavřena písemně.
Pokud přesto výše uvedený spor jedna ze stran předloží obecnému soudu a druhá strana existenci platné rozhodčí smlouvy namítne (nejpozději současně s prvním úkonem v řízení), soud je povinen řízení zastavit.

### Stálé rozhodčí soudy
Rozhodčí řízení může být vedeno u stálého rozhodčího soudu (institucionální arbitráž). Takový soud může být zřízen jen na základě zákona a vydává své statuty a řády, které musí být uveřejněny v Obchodním věstníku. Tyto mohou určit způsob jmenování rozhodců (či přímo jejich výběr omezit jen na seznam vedený u stálého rozhodčího soudu), jejich počet, způsob řízení a rozhodování i jiné otázky související s činností stálého rozhodčího soudu a rozhodců včetně pravidel o nákladech řízení a odměňování rozhodců. V případě, že rozhodčí smlouva není uzavřena ve prospěch některého stálého rozhodčího soudu, jedná se o řízení ad hoc, které provádí konkrétní rozhodci.
V České republice zatím existují tři stálé rozhodčí soudy:
- Rozhodčí soud při Hospodářské komoře České republiky a Agrární komoře České republiky – jedná se o jediný stálý rozhodčí soud s obecnou působností v České republice.
- Burzovní rozhodčí soud při Burze cenných papírů Praha[6] – rozhoduje jen spory z obchodů s investičními instrumenty.
- Rozhodčí soud při Českomoravské komoditní burze Kladno[7] – rozhoduje jen spory z obchodů, uzavřených na Českomoravské komoditní burze Kladno a na Obchodní burze Hradec Králové, jakož i spory z mimoburzovních obchodů, jejichž předmětem jsou komodity, jimiž se na těchto burzách obchoduje.

V České republice působí řada institucí (obvykle ve formě obchodní společnosti či sdružení), které formálně poskytují servisní služby rozhodcům a v některých případech vydávají i předpisy o způsobu vedení rozhodčího řízení. Tyto instituce však nejsou stálými rozhodčími soudy. Činnost některých tzv. rozhodcovských společností je předmětem silné kritiky ze strany odborné veřejnosti, když existují značné pochybnosti o platnosti takových rozhodčích smluv.

### Rozhodce
Rozhodcem může být každá osoba, která splňuje podmínky zletilosti, bezúhonnosti a plné svéprávnosti. Není tedy potřeba právnického vzdělání, ledaže jde o spotřebitelský spor, kde může být rozhodcem právě pouze osoba s tímto vzděláním a vedená v seznamu rozhodců u Ministerstva spravedlnosti. Rozhodcem ale nikdy nemůže být soudce nebo státní zástupce.
Rozhodce nemusí svou funkci přijmout, pokud ji ale přijme, vzdát se jí může již jen ze závažných důvodů nebo se souhlasem obou stran sporu. Přijetí funkce musí být vždy písemné. Stejně tak musí být vždy písemnou rozhodčí smlouva, ve které si strany osoby rozhodců dohodnou. Pokud by nedošlo k této předchozí dohodě, každá ze stran jmenuje v případě zahájení rozhodčího řízení jednoho a ti pak zvolí předsedajícího rozhodce, případně tak učiní soud. Zákon pouze stanoví, že jich musí být lichý počet, spor tedy může rozhodnout i jen jeden rozhodce.
Každý rozhodce má povinnost zachovávat mlčenlivost ohledně skutečností, které se dozvěděl v souvislosti s rozhodčím řízením a v případě jeho podjatosti k rozhodované věci nebo k účastníkům řízení je z rozhodování sporu vyloučen. Podle nálezu Nejvyššího soudu není opakované jmenování (určování) určité osoby rozhodcem a její následné odměňování za výkon činnosti rozhodce důvodem k zneplatnění rozhodčí doložky z důvodu ekonomické závislosti, leda že by osoba rozhodce byla s účastníkem řízení v zaměstnaneckém nebo obdobném poměru.

### Průběh řízení
Samotné rozhodčí řízení se zahajuje žalobou. Obě strany mají v řízení vždy rovné postavení a musí jim být poskytnuta plná příležitost k uplatnění jejich práv, přičemž rozhodci na ně mají působit tak, aby se dohodly na smírném vyřešení sporu.
Rozhodčí řízení se koná na místě, které bude v rozhodčí smlouvě dohodnuto, případně které si rozhodci zvolí. Strany se dále mohou dohodnout na postupu, kterým mají rozhodci vést řízení, jinak mohou být otázky řízení rozhodnuty předsedajícím rozhodcem, pokud k tomu byl zmocněn stranami nebo všemi rozhodci. Není-li dohody, postupují rozhodci v řízení způsobem, který považují za vhodný. Nicméně mají vést rozhodčí řízení tak, aby bez zbytečných formalit a při poskytnutí stejné příležitosti k uplatnění práv všem stranám byl zjištěn skutkový stav věci potřebný pro rozhodnutí sporu. Nedohodnou-li se strany jinak, je řízení před rozhodci ústní. V případě jednodušších sporů je ale zejména pro žalující stranu výhodné ústní jednání v rozhodčí smlouvě výslovně vyloučit, neboť se tím samotné rozhodčí řízení urychlí, protože rozhodce rozhodne jen na základě listinných důkazů, např. smlouvy a přiložených faktur či uznání dluhu. Navíc, je-li řízení ústní, mohou na rozdíl od soudu vyslýchat svědky, znalce i strany samotné jen na základě dobrovolného svolení z jejich strany.
Při rozhodování se rozhodci řídí hmotným právem pro spor rozhodným, mohou však spor rozhodnout podle zásad spravedlnosti, avšak jen tehdy, jestliže je k tomu strany výslovně pověřily. Zásady spravedlnosti však nejsou v české legislativě nijak blíže specifikovány, z toho důvodu může být za spravedlivé rozhodnutí rozhodce vydáváno prakticky cokoliv.

### Rozhodčí nález
Výsledkem rozhodčího řízení je zpravidla rozhodčí nález, který je exekučně vykonatelný. Rozhodčí nález musí mít písemnou formu (listinnou nebo opatřenou státem uznaným elektronickým podpisem) a musí obsahovat odůvodnění, ledaže by se obě strany sporu výslovně dohodly, že odůvodnění nepožadují, jinak je neplatný. Ve spotřebitelských sporech však musí obsahovat odůvodnění vždy a navíc i poučení o právu podat návrh na jeho zrušení soudem.
Proti rozhodčímu nálezu se nelze odvolat, v rozhodčí smlouvě je ale možné sjednat možnost jeho přezkumu jinými rozhodci. Nicméně kterákoli ze stran může do tří měsíců od doručení rozhodčího nálezu podat žalobu k soudu na jeho zrušení. V řízení o zrušení rozhodčího nálezu soud nepřezkoumává rozhodčí nález meritorně, podle jeho obsahu, ale pouze zkoumá splnění podmínek pro konání rozhodčího řízení a některé otázky související s průběhem rozhodčího řízení. U nálezu vydaného ve spotřebitelských sporech však soud zohledňuje i dobré mravy a veřejný pořádek. Kromě toho lze některé námitky použít jen tehdy, pokud byly namítnuty již dříve v průběhu rozhodčího řízení. V případě, že by exekučním vykonáním rozhodčího nálezu hrozila závažná újma, může soud na návrh účastníka vykonatelnost rozhodčího nálezu odložit, ve spotřebitelských sporech tak učiní i bez návrhu.

### Rozhodčí řízení ve spotřebitelských sporech
Zákonem č. 19/2012 Sb. se s účinností od 1. 4. 2012 novelizoval zákon č. 216/1994 Sb., o rozhodčím řízení a o výkonu rozhodčích nálezů. Novela zákona významně změnila podmínky rozhodčího řízení mezi podnikatelem na jedné straně a spotřebitelem na straně druhé. Potřeba přijetí novely vyplynula ze stavu, kde se rozhodčí doložky staly velmi rozšířenou součástí spotřebitelských smluv, přičemž judikatura soudů se k takovému ujednání začala stavět odmítavě, neboť sjednání rozhodčí doložky může být v rozporu s ochranou spotřebitele z důvodu nepřiměřenosti takové sjednané podmínky. Rozhodčí doložky byly pak soudy mnohdy označené za neplatné dle ustanovení § 55 a 56 občanského zákoníku.
V případě rozhodčího řízení se spotřebiteli se rozšířila také praxe rozhodčích doložek, které namísto rozhodce označovaly arbitrážní centra či soukromé rozhodčí soudy, nikoliv rozhodčí soudy vzniklé na základě zákona. Ústavní soud pak v nálezu ze dne 1. listopadu 2011 judikoval, že takové rozhodčí doložky jsou ve spotřebitelských smlouvách neplatné. Rovněž také připomenul usnesení velkého senátu občanskoprávního a obchodního kolegia Nejvyššího soudu z 11. května 2011, v němž Nejvyšší soud konstatoval, že v rozhodčí doložce se lze dohodnout buď na ad hoc rozhodci fyzické osobě, anebo na stálém rozhodčím soudu. Jenom stálý rozhodčí soud však může vydávat svá vlastní pravidla (statuty a řády), která mohou určit jak jmenování a počet rozhodců, tak i způsob vedení řízení a náklady rozhodčího řízení. Podle Nejvyššího soudu tak rozhodčí doložka sjednaná ve prospěch např. Sdružení rozhodců, s. r. o., ale i jiných soukromých subjektů, je neplatná, neboť se nejedná o stálé rozhodčí soudy zřízené zákonem. Uvedený nález Ústavního soudu sp. zn. II. ÚS 2164/10 pak stanovil obecné podmínky pro přípustnost rozhodčího řízení se spotřebitelem. Novelizace pak také reagovala na obecné veřejné mínění, které se začalo k rozhodčímu řízení stavět velmi odmítavě, a to i vinou skutečnosti, že rozhodčí řízení má být jako institut používání především mezi podnikateli (profesionály) a nikoliv ve vztahu podnikatele se spotřebitelem (slabší stranou) a že se rozhodčí doložky do smluv se spotřebiteli tzv. „schovávaly“.
Novela rozhodčího řízení tak především přináší změnu v tom, že rozhodčí smlouva musí být sjednána samostatně a nikoliv jako součást podmínek, jimiž se řídí smlouva hlavní; jinak je neplatná. Podnikatel navíc musí spotřebiteli dostatečně vysvětlit všechny následky sjednání rozhodčí doložky a zákon také nově stanovil, že musí obsahovat pravdivé, přesné a úplné údaje o rozhodci či rozhodčím soudu, odměně a pravděpodobných nákladech případného rozhodčího řízení, zahájení, formě vedení a místu konání tohoto řízení a o doručování a vykonatelnosti rozhodčího nálezu. Spotřebitelské spory lze dále rozhodovat pouze rozhodci s právnickým vzděláním, kteří jsou zapsáni do seznamu rozhodců vedeným Ministerstvem spravedlnosti. Novela zákona také zakazuje současnou praxi v podobě označení soukromých rozhodčích center, které vyvolává klamnou představu, že se jedná o stálý rozhodčí soud. 
V roce 2016 byl ZRŘ podstatně novelizován zákonem č. 258/2016 Sb., kterým se mění některé zákony v souvislosti s přijetím zákona o spotřebitelském úvěru („Novela“). S účinností od 1. prosince 2016 tak nebude „spory ze smluv, které se spotřebitelem uzavírá podnikatel“ nadále možné řešit v rozhodčím řízení podle ZRŘ. Jinými slovy, spory mezi spotřebitelem a podnikatelem již nebudou nadále arbitrovatelné – nebude o nich moci být rozhodnuto v rozhodčím řízení, a případný spor tak bude muset autoritativně rozhodnout vždy pouze příslušný soud. 

## Mezinárodní arbitráž

### Mezinárodní obchodní arbitráž
Arbitráž se často používá jako způsob řešení sporů i v oblasti mezinárodního obchodu. Rozhodčí řízení je obvykle považováno za výhodnější alternativu s ohledem na nezávislost na soudech příslušného státu. Dalším podstatným aspektem je rychlost a možnost výběru rozhodce disponujícího kvalifikací pro příslušný obor práva či obchodu.
Výkon rozhodčích nálezu v mezinárodním kontextu je zaručen mezinárodními smlouvami, zejména Newyorskou úmluvou o uznání a výkonu rozhodčích nálezů.
Takovéto arbitráže mohou být rozhodovány dle práva určitého státu, na základě přátelského urovnání (pak respektují pouze kogentní normy daného státu) či na základě ekvity (tedy obecného pojímání spravedlnosti, v takovém případě jsou oprávněni zcela se oprostit od právních norem daného státu).
Vždy ale hrozí subjektivita arbitra.

### Investiční arbitráž
Rozhodčí řízení je z praktického hlediska jediným způsobem, kterým je možné řešit spory mezi státem a mezinárodními investory, neboť vedení sporů před vnitrostátními soudy příslušného státu by vedlo k pochybnostem o nestrannosti těchto soudů. S ohledem na tuto okolnost státy uzavírají dohody o podpoře a ochraně investic, které předpokládají arbitráž jako způsob řešení sporů vzniklých v souvislosti s dohodou (zejména v případě porušení práv investorů na ochranu podle příslušné dohody). Toto opatření je vnímáno jako podpora mezinárodních investic.
Příkladem takového rozhodčího řízení je arbitráž vedená společností CME proti České republice z důvodu neochránění investic do TV Nova, ve které byla přiznána náhrada ve výši 353,395 milionu dolarů (tedy přibližně 10,4 miliardy korun českých), vedená na základě dohody o podpoře investic s Nizozemským královstvím.
Na základě předchozích prohraných arbitráží vláda v roce 2008 prezentovala úmysl tyto smlouvy se státy Evropské unie postupně vypovídat. Obecně se ukazuje zkreslení ze strany rozvinutých zemí, a proto by mělo být více arbitrů z rozvojových zemí.

## Uznání cizích rozhodčích nálezů
Česká republika dle zákona o rozhodčím řízení a výkonu rozhodčích nálezů rozhodčí nálezy vydané v cizím státě uznává a české soudy je vykonávají jako tuzemské rozhodčí nálezy. Tato úprava plyne z Newyorské úmluvy a obdobná úprava tedy platí ve státech uznávajících tuto úmluvu i pro české rozhodčí nálezy.